# Banque de développement local
La Banque de développement local  (BDL) (en arabe : بنك التنمية المحلية, en berbère: lbanka n unegmu amnaḍan) est une banque publique algérienne créée en 1985.

## Histoire
La BDL est créée le 30 avril 1985 par le décret 85-85, lequel définit également ses missions, ses modalités de fonctionnement et ses moyens et précise sa mission essentielle qui est de « contribuer au développement économique et social des collectivités locales ». A cet effet, le décret précise que « les activités bancaires exercées par les autres institutions financières et relevant de la banque lui sont transférées », cette dernière disposition affectant le Crédit populaire d'Algérie.
En juillet 2018, la BDL lance la carte Mastercard qui permet notamment d'opérer des achats via internet et d'effectuer des paiements et des retraits en devise à l'international. Il en est de même pour la carte Visa.
En décembre 2024, l'ouverture partielle du capital de la BDL, à hauteur de 30 %, est annoncée, en vue de son introduction à la Bourse d'Alger.

## Structure
En juillet 2023, la BDL compte un réseau de 164 agences au niveau du territoire algérien.

## Identité visuelle (logo)

Ancien logo de la BDL jusqu'en 2015.
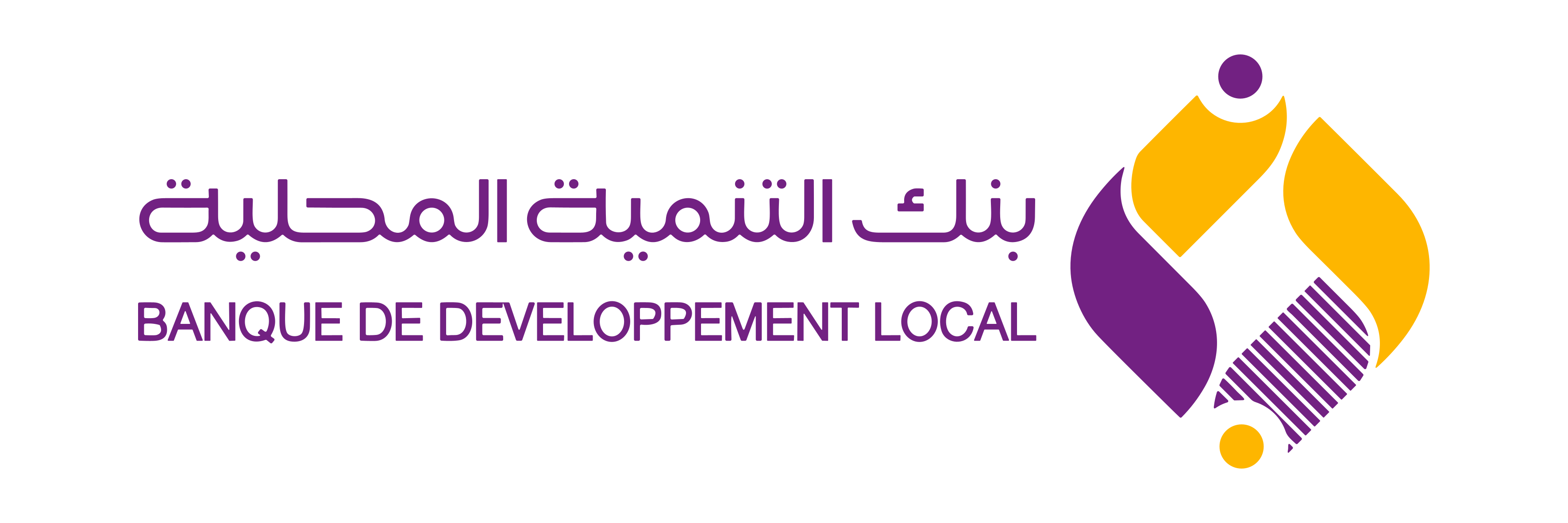
Logo de la BDL depuis 2015.

## Gouvernance
La BDL est dirigée par un Président-Directeur général jusqu'au 29 avril 2021. Elle est ensuite confiée à un Président du Conseil d'administration et à un Directeur général.
- Président Directeur général (jusqu'au 29 avril 2021)
  - Mohamed Krim (26 mai 2015 - 31 juillet 2019)[10]
  - Rachid Belaïd (31 juillet 2019 - 29 avril 2021)[10]
- Président du Conseil d'administration (à partir du 29 avril 2021)
  - Said Dib[9]
- Directeur général (à partir du 29 avril 2021)
  - Youcef Lalmas[9] (29 avril 2021 - 6 mars 2025)[11] ;
  - Kamel Mansouri depuis le 6 mars 2025[11]